# أرسين لوبين
أرسين لوبين (بالفرنسية: Arsène Lupin) الملقب بـ (اللص الظريف) شخصية ابتكرها الكاتب الفرنسي موريس لوبلان؛ لاقت روايات أرسين لوبين إقبالاً كبيرًا، وقد حوّلت معظم رواياته إلى أفلام سينمائية ومسلسلات كرتونية للأطفال كما ترجمت إلى عدة لغات، وكان أول من بدأ بنقلها إلى العربية مكتب (عمر أبو النصر) ببيروت، ثم بعد ذلك دار ميوزك التي تصدرها حاليًا وتوزع في معظم الدول العربية. وقد عرفت شخصية لوبين في العالم العربي، حيث نشرت أعماله في مجموعة سلسلات خاصة لأكثر من مرة في أكثر من بلد، وعلى سبيل المثال فإنه في عام 1964م نشرت سلسلة روائية أسبوعية لهذه الأعمال ظلت تصدر لثلاث سنوات متتالية، حتى انتهت، وبعدها نشرت قصص على شكل كتيبات قصصية وهي باقية إلى يومنا هذا.

## ظهور الشخصية
في 15 من يوليو عام 1905، قدم الروائي موريس لوبلان للعالم شخصية أرسين لوبين، السارق الأنيق والذكي ذو الحنكة، الذي استطاع بمكره وسحره أن يقارع أعتى المحققين شهرة في زمانه، شيرلوك هولمز. وعبر سلسلة من (17 رواية) و(39 قصة قصيرة)، تحول هذا البطل المضاد الفاتن إلى مصدر إلهام لمئات الأفلام والمسلسلات التلفزيونية والرسوم الهزلية وأفلام الأنيميشن التي لازالت تواصل سطوعها حتى يومنا هذا، بما في ذلك مسلسل "لوبين" الحي الذي تعرضه منصة نتفليكس، وسلسلة الأنمي المحبوبة "لوبين الثالث"، التي تحتفي بدورها بعيدةا الخمسين هذا العام.

## مميزاته

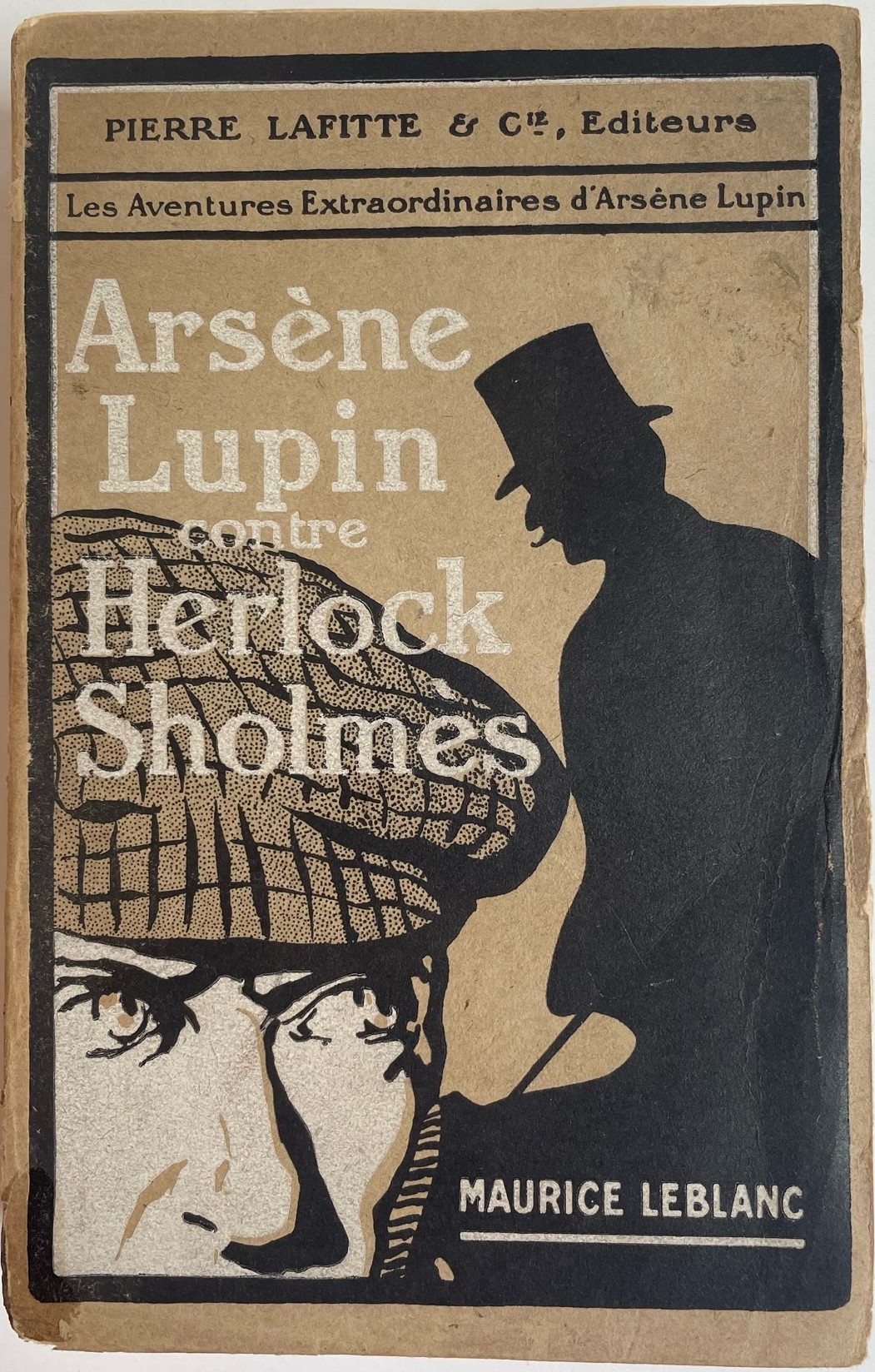
غلافة رواية "أرسين لوبين ضد شيرلوك هولمز" بالفرنسية، 1910

يتميز أرسين لوبين بالنبل والشرف والشهامة فهو لا يهدف من وراء مغامراته إلى الثراء أو كسب المال والانتقام من خصومه إنما يكرّس حياته للكشف عن الجريمة وتعقب الجناة وتقديمهم للعدالة، وقد تحدى أرسين لوبين أبرز رجال الشرطة والمفتشين في عصره في فرنسا وإنجلترا والولايات المتحدة حتى أطلق عليه لقب الرجل ذو الألف وجه.
يظهر اللص الظريف أرسين لوبين، أنه الشخص الذي يناسب مثل هذا العالم المليء بالأحداث المشبوهة أنه دائما يظهر عند اللزوم، ووجوده يبدو أمراً وجوبياً مثلما حدث في الرواية الأولى التي نشرت عام 1907 وظهر فيها لوبين لأول مرة تحت عنوان أرسين لوبين اللص الظريف ثم توالت هذه الأعمال مثل الإبرة المجوفة.. عام 1909 ومن بين الأعمال الشهيرة لهذه الشخصية أيضا 'المثلث الذهبي' عام 1918 و'جزيرة ذات ثلاثين مقبرة' عام 1922 والمفاتيح الغامضة
عام 1920 ثم الكنيسة الحمراء عام 1934.
وروايات موريس لوبلان الذي توفي في برمينيان في عام 1941، تسير تقريبا على وتيرة واحدة، فلابد لـ ارسين لوبين أن يهرب من الخطر وفي اللحظة الحرجة، وهو أشبه بالشخصيات الكرتونية التي ظهرت في أفلام الرسوم المتحركة، لا يموت، ويبقى دوما على قيد الحياة، يختفي عند اللزوم، ويظهر في الوقت المناسب، وهو شخص مليء بالمشاعر والحيوية، ولديه حس تاريخي، وشعور اجتماعي عام. ومن هنا تأتي أهميته الأدبية، لكن الحيل المتجددة التي يقابل بها الأزمات تجعله مثار إعجاب شديد من القراء.
ولقد ظل أرسين لوبين مرتبطا بمؤلفه منذ ظهوره عام 1907 وحتى رحيله، فلم يسعَ لبلان إلى قتله، أو إلى التخلص منه.

## السلسلة التي كتبها موريس لوبلان
- أرسين لوبين اللص الظريف (مجموعة قصصية، 1907) - Arsène Lupin, Gentleman Burglar

نشرت أولى القصص وكانت بعنوان «اعتقال أرسين لوبين» في 15 تموز (يوليو) 1905 في (مجلة Je sais tout)، وكانت هذه أول قصة تقدم شخصية أرسين لوبين. ومع نجاحها، تم تشجيع موريس لوبلان على كتابة المزيد من القصص القصيرة، وهو ما استمر حتى عام 1907 بأصداره هذه المجموعة القصصية التي تضم (9 قصص).
- أرسين لوبين ضد هرلوك شولمز (مجموعة قصصية، 1908) - Arsène Lupin versus Herlock Sholmes

يتضمن هذا الكتاب قصتين هما: "السيدة الشقراء" و"المصباح اليهودي". في المجموعة السابق "أرسين لوبين اللص الظريف"، كانت هناك قصة قصيرة بعنوان "شيرلوك هولمز يصل متأخرًا جدًا"، لكن بعد احتجاجات من محامي آرثر كونان دويل، تم تغيير الاسم في هذا المجموعة إلى "هيرلوك شولمز". نُشرت القصتان لأول مرة في (مجلة Je sais tout) ابتداءً من نوفمبر 1906. نُشرت القصة الأولى "السيدة الشقراء" من نوفمبر 1906 حتى أبريل 1907 في (6 فصول)، بينما ظهرت القصة الثانية "المصباح اليهودي" في سبتمبر وأكتوبر من عام 1907 في (فصلين). تم نشر مجموعة القصتين مع تعديلات في فبراير 1908، ثم ظهرت نسخة أخرى في عام 1914 مع المزيد من التعديلات.
- أرسين لوبين: مسرحية من أربعة فصول (مسرحية، 1908) - Arsène Lupin: A Play in Four Acts

كان هذا العمل في الأصل عملاً مسرحياً من أربعة أجزاء عُرضت في عام 1908. تم تحويلها إلى رواية كتبها إيدغار جيبسن ونُشرت في عام 1909 في (23 فصلاً). من الناحية الزمنية، تأتي الرواية بين "الإبرة المجوفة" و"813"، لكنها لا تُعتبر عادة جزءاً من سلسلة مغامرات أرسين لوبين الرسمية. تدور القصة حول جيرمين دي غورنيه-مارتين، الابنة المتعجرفة لعائلة ثرية، التي تستعد أخيرًا للزواج من جاك، دوق شارميراس المفلس. لكن جاك ليس كما يدعي؛ فهو في الواقع لصنا الماكر، أرسين لوبين. وبرغم أن الرواية تندرج بين اثنتين من روايات لوبين الكلاسيكية، إلا أنها ليست جزءًا من السلسلة التقليدية، مما يضفي عليها طابعًا مختلفًا من حيث التركيز على الجانب الاجتماعي والرومانسي.
- الإبرة المجوفة (رواية، 1909) - L'Aiguille creuse

كما هو الحال مع المجموعتين السابقين من قصص أرسين لوبين، نُشرت هذه الرواية لأول مرة بشكل متسلسل في المجلة الفرنسية Je sais tout من نوفمبر 1908 إلى مايو 1909. ثم صدرت الرواية كاملة، مع بعض التعديلات الطفيفة، في يونيو 1909 في (10 فصول).
- 813 (رواية، 1910)

على عكس الأجزاء السابقة من قصص أرسين لوبين التي نُشرت في شكل مسلسلات في مجلة Je sais tout، فقد نُشرت هذه القصة في صحيفة Le Journal اليومية، إحدى أهم الصحف في ذلك الوقت، من 5 مارس إلى 24 مايو 1910. أصدرت دار نشر لافيت نسخة من الرواية في يونيو 1910 في مجلد سميك يحتوي على 500 صفحة، إلا أن النص كان محذوفًا بشكل كبير؛ حيث افتُقدت منه بعض الأحداث المهمة.أُعيد نشر هذه الرواية في عام 1917 في مجلدين: (المجلد الأول بعنوان 813) و(المجلد الثاني بعنوان الجرائم الثلاث لأرسين لوبين). تم تعديل النص لتسليط الضوء على الطابع المعادي للألمان بسبب ظروف الحرب العالمية الأولى. فيما بعد، نُشر المجلد الأول تحت عنوان الحياة المزدوجة لأرسين لوبين. (16 فصل مع خاتمة).
- السدادة الكرستالية (رواية، 1912) - Le Bouchon de cristal

ظهرت الرواية لأول مرة في شكل حلقات متسلسلة في صحيفة Le Journal بين 25 سبتمبر و9 نوفمبر 1912. ثم صدرت في مجلد مستقل في نفس السنة في (13 فصلاً).
- اعترافات أرسين لوبين (مجموعة قصصية، 1913) - Les Confidences d'Arsène Lupin

هذا مجموعة من (9 قصص قصيرة) نُشرت في المجلة الشهرية Je sais tout من أبريل 1911 إلى فبراير 1913.
- الرجل ذو بشرة العنزة (قصة قصيرة، مايو/آيار سنة 1927) - L'Homme à la peau de bique

هذه القصة، التي لم تُنشر في فرنسا حتى عام 1927، لكن نُشرت في النسخة الانكليزية لعام 1912 من مجموعة القصص القصيرة اعترافات أرسين لوبين تحت عنوان (A Tragedy in the Forest of Morgues).
- أسنان النمر (رواية، 1914) - Les Dents du tigre

كتب موريس لوبلان هذه الرواية قبل الحرب العالمية الأولى بعدة سنوات، ويبدو أنه كتبها مباشرة بعد رواية (813) التي انتهت بموت أرسين لوبين "الافتراضي" إلا أن نشر الرواية تأخر عدة سنوات لسبب غير مفهوم، فصدرت ترجمتها الإنكليزية في أمريكا عام 1914 عن دار النشر الأمريكية Doubleday (في 21 فصلاً)، ولم ينشر أصلها الفرنسي في فرنسا إلا بعد ست سنوات، حيث نشرت متسلسلة في مجلة Le Journal في الفترة من 32 أغسطس إلى 31 أكتوبر ۱۹۲۰.
- شظية القذيفة (رواية، 1916) - L'Éclat d'obus

كتبت الرواية في النصف الثاني من عام 1914، ونُشرت في البداية على شكل 47 حلقة يومية، من 21 سبتمبر إلى 7 نوفمبر 1915، في صفحات مجلة Le Journal. في هذه النسخة الأولى، لم يظهر أرسين لوبين، حتى بشكل عابر. ان النسخة الأولى المجمعة في مجلد، التي صدرت عن ناشرها بيير لافيت، في نوفمبر 1916، مطابقة للحلقات مع الحفاظ على هذا الغياب. فقط في النسخة الثانية، التي صدرت عن نفس الناشر في عام 1923، قام موريس لوبلان بإعادة صياغة الرواية لتضمين تدخل أرسين لوبين. (20 فصلاً).
- المثلث الذهبي (رواية، 1918) - Le Triangle d'or

نُشرت لأول مرة على شكل سلسلة في صحيفة Le Journal بين 20 مايو و26 يوليو 1917. صدرت الطبعة الأولى للرواية في عام 1918 في جزئين عن دار نشر إديشن بيير لافيت وتتكون من 19 فصلاً.
- جزيرة الثلاثين تابوتا (رواية، 1919) - L'Île aux trente cercueils

نشرت كسلسلة في مجلة Le Journal من 6 يونيو إلى 3 أغسطس 1919، ثم صدرت ككتاب في أكتوبر 1919 عن دار نشر إديشن بيير لافيت. لاحقًا، في عام 1922، صدرت الرواية في مجلدين بعنوان فيرونيك والصخرة المعجزة في (18 فصلاً).
- دقات الساعة الثامنة (مجموعة قصصية، 1923) - Les Huit Coups de l'horloge

مجموعة القصص هذه تتكون من ثمانية عناويين (مقدمة وست قصص قصيرة مع خاتمة). بدأت تُنشر لأول مرة في ديسمبر 1922 في صحيفة Excelsior، وتم جمعها وإصدارها ككتاب في أغسطس 1923. تتمحور القصص حول مغامرات لوبين، الذي يتنكر تحت اسم الأمير سيرج رينين، ويسعى إلى إبهار الشابة أورتانس دانييل من خلال حل ثمانية ألغاز محيرة برفقتها. في هذه المغامرات، يعمل أحيانًا بالتعاون مع الشرطة وأحيانًا ضدها، ولكنه يتجنب السرقة تمامًا. العدد 8 له أهمية خاصة، حيث يظهر بشكل لافت في قصة "السيدة بالفأس".
- الكونتيسة دي كاليوسترو (رواية، 1924) - La Comtesse de Cagliostro

وتعرف أيضًَا بعنوان (ذكريات أرسين لوبين) نُشرت عام 1924. تُعتبر الرواية مقدمة تسرد المراحل الأولى من حياة وآفاق شخصية أرسين لوپين. تم نشر الرواية في حلقات متسلسلة، في صفحات مجلة Le Journal من 10 ديسمبر 1923 إلى 30 يناير 1924. (14 فصلاً).
- الآنسة ذات العيون الخضراء (رواية، 1927) - La Demoiselle aux yeux verts

نُشر هذا الكتاب في الأصل كحلقات يومي من 8 ديسمبر 1926 إلى 18 يناير 1927 في صفحات Le Journal. الرواية صدرت في البداية في 29 يونيو 1927 بواسطة إصدارات بيير لافيت، مع طبعة أولى من 8000 نسخة. النجاح الكبير أدى إلى إصدار طبعة ثانية من 3000 نسخة في يوليو، ثم 6000 نسخة أخرى في أغسطس 1927.
- وكالة بارنيت وشركاؤه (مجموعة قصصية، 1928) - L'Agence Barnett et Cie

تضم المجموعة (8 قصص). نُشرت أول قصتين، في مجلة Lectures pour tous في أكتوبر ونوفمبر 1927. كما نُشرت قصة "الصدفة تصنع المعجزات" في العدد نفسه من المجلة في يناير 1928. ثم تم إصدار المجموعة الكاملة في فبراير 1928 عن إصدارات بيير لافيت. توجد قصة تاسعة مرتبطة بوكالة بارنيت، وهي "الزمردة المشعة"، التي نُشرت بشكل مستقل بعد عامين في 15 نوفمبر 1930. في بعض الطبعات الحديثة للمجموعة "وكالة بارنيت وشركاه"، يتم إضافة "الزمردة المشعة" كملحق إلى القصص الثماني الأصلية. هناك أيضًا قصة، "الجسر الذي انهار"، نُشرت في النسخة الأمريكية لهذه المجموعة القصصية (Arsène Lupin Intervenes) عام 1929، لكن هذه القصة بقيت غير منشورة باللغة الفرنسية حتى عام 2005.
- المسكن الغامض (رواية، 1929) - La Demeure mystérieuse

نُشرت على شكل 37 حلقة يومية في صحيفة Le Journal، من 25 يونيو إلى 31 يوليو 1928. ثم جمعت عن إصدارات بيير لافيت (12 فصلاً) في يوليو 1929.
- لغز منزل باريفا (رواية، 1931) - La Barre-y-va

نُشرت لأول مرة في 39 حلقة في صحيفة Le Journal بين 8 أغسطس و15 سبتمبر 1930، ثم في مجلد لأول مرة (15 فصلاً) عن دار نشر Laffite عام 1931.
- المرأة ذات الابتسامتين (رواية، 1933) - La Femme aux deux sourires

نشرت لأول مرة على شكل 46 حلقة يومية في صحيفة Le Journal بين 6 يونيو و20 أغسطس 1932 قبل أن يعاد نشرها مجمعة في مجلد واحد في يوليو 1933.
- فيكتور، من فرقة الآداب (رواية، 1933) - Victor, de la Brigade mondaine

تم نشر الرواية في الأصل على شكل حلقات يومية بين 17 يونيو و15 يوليو 1933 في صفحات جريدة Paris-Soir. نُشرت على شكل مجلد عن دار نشر Laffite في سبتمبر 1933.
- انتقام الكونتيسة كاليوسترو (رواية، 1935) - La Cagliostro se venge

تعتبر هذه الرواية تكملة لرواية "الكونتيسة دي كاليوسترو". نُشرت الرواية لأول مرة في شكل حلقات متسلسلة في صحيفة Le Journal من 21 يوليو إلى 23 أغسطس 1934، قبل أن تصدر في كتاب عن دار النشر بيير لافيت في يوليو 1935 (جزئين من ١٨ فصل).
- مليارات أرسين لوبين (رواية، 1941) - Les Milliards d'Arsène Lupin

نُشرت في 29 حلقة يومية، مع رسوم توضيحية لجان أوبرليه، في صحيفة L'Auto من 10 يناير إلى 11 فبراير 1939، ثم نُشرت في مجلد بحجم صغير عن دار هاشيت (ضمن سلسلة "اللغز" رقم 13) في نوفمبر 1941، مع رسوم توضيحية لأندريه بيكو. إصدار هاشيت لعام 1941، والذي يروي قصة لم تحرر في الحقيقة بعد عام 1939، حيث نشرت بعد وفاة الكاتب. ونظرًا لأن المرض والموت منعا الكاتب من إتمام هذه الرواية، رفضت العائلة إعادة نشرها لمدة 46 عامًا احترامًا لذكرى الروائي. إصدار هاشيت لعام 1941 غير مكتمل: تم حذف أحد الحلقات الـ 29 منه، وهي الحلقة رقم 23 من 3 فبراير 1939، عن طريق الخطأ. وأخيرًا، قامت إصدارات مانوسيوس، ضمن مجموعة "مغامرات وألغاز"، بتصحيح هذا النقص بنشر أول طبعة كاملة من كتاب موريس لوبلان مليارات أرسين لوبين في مارس 2015.
- العشق الأخير لأرسين لوبين (رواية) - Le Dernier Amour d'Arsène Lupin

هذه الرواية، التي بدأت تحت عنوان "المغامرة الأخيرة لأرسين لوبين"، والتي كان يُعرف بوجودها المحتمل، تم اكتشافها بالصدفة في عام 2011 "فوق خزانة، داخل قميص بلون بيجي مع خطافات صدئة"، بواسطة فلورنس بواسفلوج-لوبلان، حفيدة موريس لوبلان. تضمن العمل مقدمة لفلورنس بواسفلوج-لوبلان. وفقًا لرغبتها، تم نقل النص بدون أي تعديلات من مخطوطة مكتوبة على الآلة تتألف من 160 صفحة. وقد كتب جاك ديروارد، الذي كان يأمل منذ فترة طويلة في اكتشافها، المقدمة. حسب قوله، فإن موريس لوبلان عمل على هذه الرواية في سبتمبر 1936، قبل وقت قصير من إصابته بجلطة دماغية، وبدأ في تصحيحها في بداية العام التالي "بيد مرتعشة للغاية". ما زالت الرواية تحتوي على عيوب في الكتابة والبناء، وتتميز ببعض التسهيلات في الحبكة. قد لا يكون هذا أفضل أعمال موريس لوبلان، إلا أن الأسلوب يبدو أكثر تحررًا ويعكس حالة المؤلف في سنواته الأخيرة. عند نشر الرواية، كانت هناك بعض المصادر التي تشكك خطأً في كونها "غير منشورة سابقًا". ففي 22 مايو 2012، نشر مقال غير موقّع في صحيفة "ليبيراسيون" يدعي أن الرواية سبق نشرها في عام 1986 ضمن مجموعة "بوكين" عن دار نشر روبير لافون. من جانب آخر، زعم موقع ActuaLitté.com أن الرواية نُشرت كمسلسل بعد وفاة المؤلف في مجلة L'Auto. إلا أن هذين الادعاءين غير صحيحين. وقد هددت فلورنس بواسفلوج-لوبلان، وريثة موريس لوبلان، وجان كلود جوسويتش، مدير دار النشر بالاند، باتخاذ إجراءات قانونية، معتبرين أن هذه الادعاءات تضر بهم. وأخيرًا، تمت إزالة المقال من موقع ليبيراسيون، وصحح ActuaLitté.com مقالهم.

## روايات منشورة بالعربية
هذه قائمة روايات أرسين لوبين التي نشرتها دار ميوزيك بالعربية
1. أرسين لوبين بوليس آداب رواية «المفتش فيكتور»
2. أرسين لوبين بوليس سري مجموعة «وكالة بارنيت وشركاؤه»
3. الماسة الزرقاء
4. أرسين لوبين رقم 2
5. أرسين لوبين في السجن
6. المعركة الأخيرة
7. أرسين لوبين في موسكو
8. أرسين لوبين في قاع البحر
9. أرسين لوبين في نيويورك
10. أسنان النمر رواية «أسنان النمر»
11. الميراث المشؤوم رواية «أسنان النمر» تكملة
12. أصبع أرسين لوبين
13. لصوص نيويورك
14. اعترافات أرسين لوبين
15. الإبرة المجوفة
16. الإنذار
17. الباب الأحمر
18. البرنس أرسين لوبين
19. التاج المفقود
20. الثعلب
21. الجائزة الأولى
22. الجائزة الكبرى
23. الجاسوس الأعمى
24. الجثة المفقودة
25. الجرائم الثلاثة
26. الجريمة المستحيلة
27. الجزاء
28. الجلاد
29. الخدعة الكبرى
30. الخطر الأصفر
31. الخطر الهائل
32. الدائرة السوداء
33. الرصاصة الطائشة
34. الرهان
35. الزمردة
36. الساحر العظيم
37. السر الرهيب
38. السر في العين
39. السر في القبعة
40. السهم القاتل
41. السوق السوداء
42. الشرطي المزيف
43. الشريف
44. الصحفي المفقود
45. الصوت الغامض
46. الطائرة المحترقة
47. العقد المفقود
48. الغرفة الصفراء
49. الغرفة 34
50. الغريقة
51. الغريمان
52. الغلاف الأزرق
53. الفخ الرهيب
54. الفيل الأبيض
55. القزم
56. القفاز الأسود
57. القفاز المسموم
58. الكرسي الكهربائي
59. الكوخ المهجور
60. اللص
61. اللص الظريف
62. اللصة
63. اللغز المحير
64. اللؤلؤة السوداء
65. المجرم

و روايات عديدة أخرى